# Nimrod (album)
Nimrod. is het vijfde album van de punkrockgroep Green Day, uitgebracht op 14 oktober 1997. Het nummer Good Riddance (Time of your Life) zorgde ervoor dat het album dubbel platina kreeg.

## Nummers
Alle nummers zijn geschreven door Billie Joe Armstrong (tekst) en Green Day (muziek)

### Officiële nummers
1. "Nice Guys Finish Last" – 2:49
2. "Hitchin' a Ride" – 2:52
3. "The Grouch" – 2:12
4. "Redundant" – 3:18
5. "Scattered" – 3:03
6. "All the Time" – 2:11
7. "Worry Rock" – 2:27
8. "Platypus (I Hate You)" – 2:22
9. "Uptight" – 3:04
10. "Last Ride In" – 3:48
11. "Jinx" – 2:13
12. "Haushinka" – 3:25 (Geschrapt van Dookie)
13. "Walking Alone" – 2:45
14. "Reject" – 2:06
15. "Take Back" – 1:09
16. "King for a Day" – 3:14
17. "Good Riddance (Time of Your Life)" – 2:35
18. "Prosthetic Head" – 3:38

### B-kanten
- "Suffocate"
- "Desensitized"
- "Rotting"
- "Sick of Me"
- "Espionage" - gebruikt in de film "Austin Powers: The Spy Who Shagged Me"
- "The Ballad of Wilhelm Fink"

Deze nummers, buiten "The Ballad of Wilhelm Fink", verschenen later op het verzamelalbum Shenanigans.

### Singles
- Hitchin' a Ride (1997)
- Good Riddance (Time of Your Life) (1997)
- Redundant (1998)
- Nice Guys Finish Last (1999)
- Last Ride In (1999) (Enkel video)

## Personen
- Billie Joe Armstrong – gitaar, harmonica, zang
- Mike Dirnt – basgitaar, zang en ondersteunende zang
- Tré Cool – drum, bongo, tamboerijn, achtergrondzang
- Stephen Bradley – hoorn
- David Campbell – hoornarrangement, strijkersarrangement
- Rob Cavallo – productie
- Petra Haden – viool
- Gabrial McNair – hoorn